# Helmuth Rilling
Helmuth Rilling (* 29. května 1933, Stuttgart) je německý chrámový hudebník, dirigent a sbormistr a hudební pedagog.

## Hudební a pedagogická činnost
Helmuth Rilling studoval na Vysoké škola hudební a divadelní ve Stuttgartu u profesorů Karla Ludwiga Geroka, Hermanna Kellera a Hanse Grischkata, poté od roku 1955 hru na varhany u Fernanda Germaniho v Římě. 1. prosince 1957 se stal kantorem v obnoveném pamětním v městské části Stuttgart-Nord a krátce nato přijal místo pedagoga na Berlínské škole duchovní hudby. Od roku 1963 byl ředitelem kůru ve Stuttgartu, a v letech 1969–1985 byl profesorem sbormistrovství na Vysoké škole hudební a divadelní ve Frankfurtu nad Mohanem.
Původně se věnoval interpretaci předbachovské hudby, sborové hudby romantismu a soudobé hudby, od 70. let se však jeho činnost soustředí na duchovní a světskou hudbu Johanna Sebastiana Bacha. Mezi roky 1970 a 1985 jako první dirigent natočil všechny duchovní Bachovy kantáty. Vadavatelství Friedrich Hänssler za tento soubor desek v roce 1985 získal ocenění Grand Prix du Disque.
V lednu 1954 Rilling založil sdružení Gächinger Kantorei a v roce 1965 Bach-Collegium Stuttgart, dále roku 1970 Oregon Bach Festival a v roce 1981 Internationale Bachakademie Stuttgart, jejímž uměleckým vedoucím byl do února 2012. V letech 1985 až 1996 byl uměleckým vedoucím sborů v Bádensku-Württembersku, v letech 1969 až 1982 řídil také Frankfurter Kantorei.

## Žáci
Mezi žáky Helmutha Rillinga se řadí:
- Rolf Beck, dirigent a sbormistr
- Jürgen Blume, skladatel, profesor, chrámový hudebník
- Mathias Breitschaft, chrámový hudebník a vysokoškolský učitel
- Heribert Breuer, dirigent
- Ludger Engels, operní a divadelní režisér
- Angela Gehann-Dernbachová, dirigentka, varhanice a zpěvačka
- Volkher Häusler, dirigent a sbormistr
- Johanna Irmscherová, chrámová hudebnice a profesorka
- Matthias Janz, chrámový hudebník a dirigent
- Walter Mik, hudební ředitel
- Karl Rathgeber, dirigent, profesor
- Christoph Schönherr, skladatel, dirigent a profesor
- Winfried Toll, dirigent, zpěvák a skladatel